# Dráva
Dráva (německy Drau, italsky Drava, chorvatsky Drava, slovinsky Drava) je řeka v Evropě, pravý přítok Dunaje. Pramení v italské části Tyrolska (provincie Bolzano) a protéká Rakouskem (Východní Tyrolsko, Korutany), Slovinskem (Dolní Štýrsko) a Chorvatskem (Varaždinská, Koprivnicko-križevecká, Viroviticko-podrávská, Osijecko-baranjská župa), kde z většiny tvoří státní hranici s Maďarskem (župy Somogy, Baranya). Je 749 km dlouhá. Povodí má rozlohu 41 238 km². Řeka je čtvrtý nejvodnatější přítok Dunaje, po Sávě, Prutu a Tise.

## Název

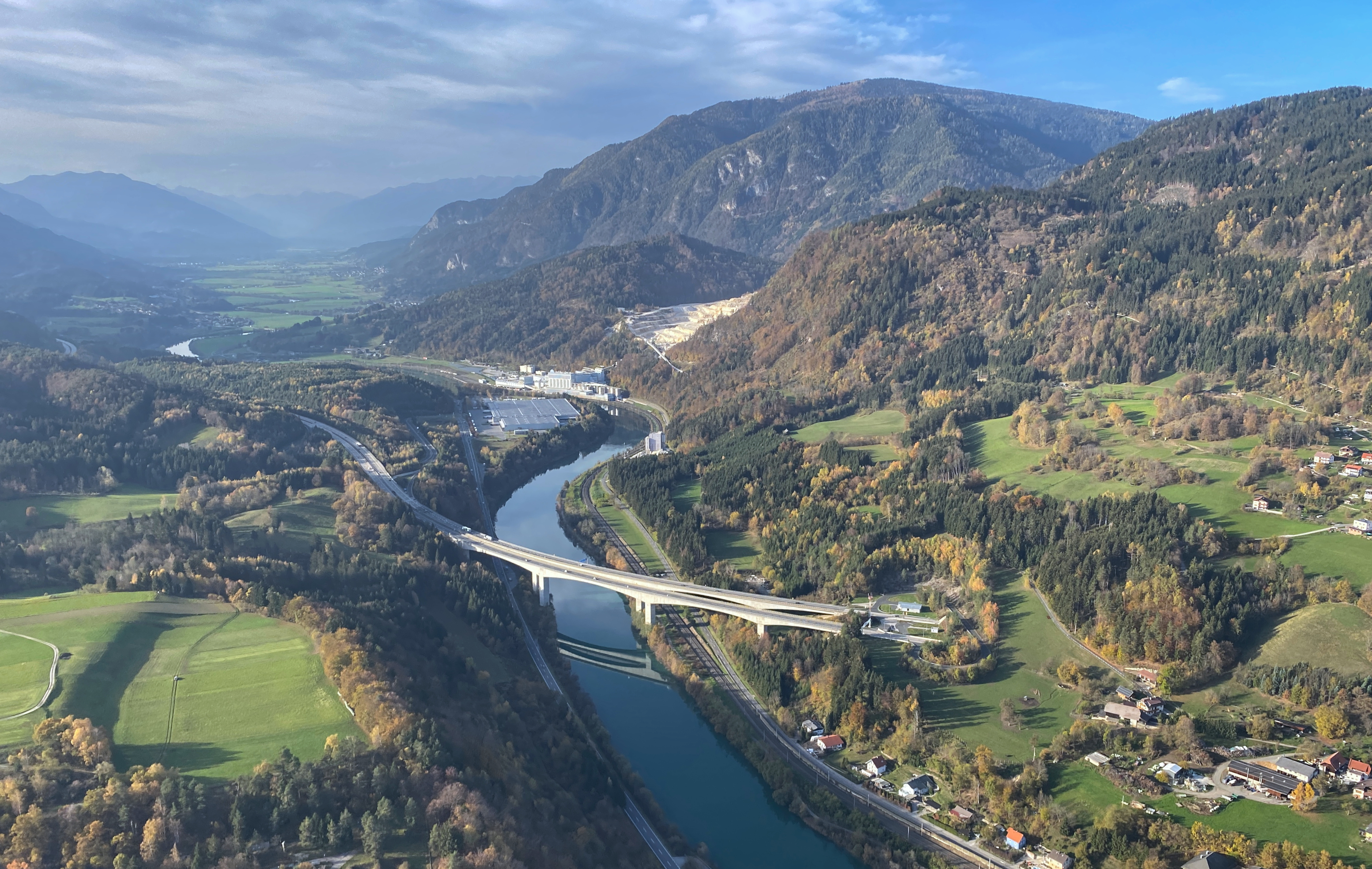
Řeka Dráva ve Villachu.

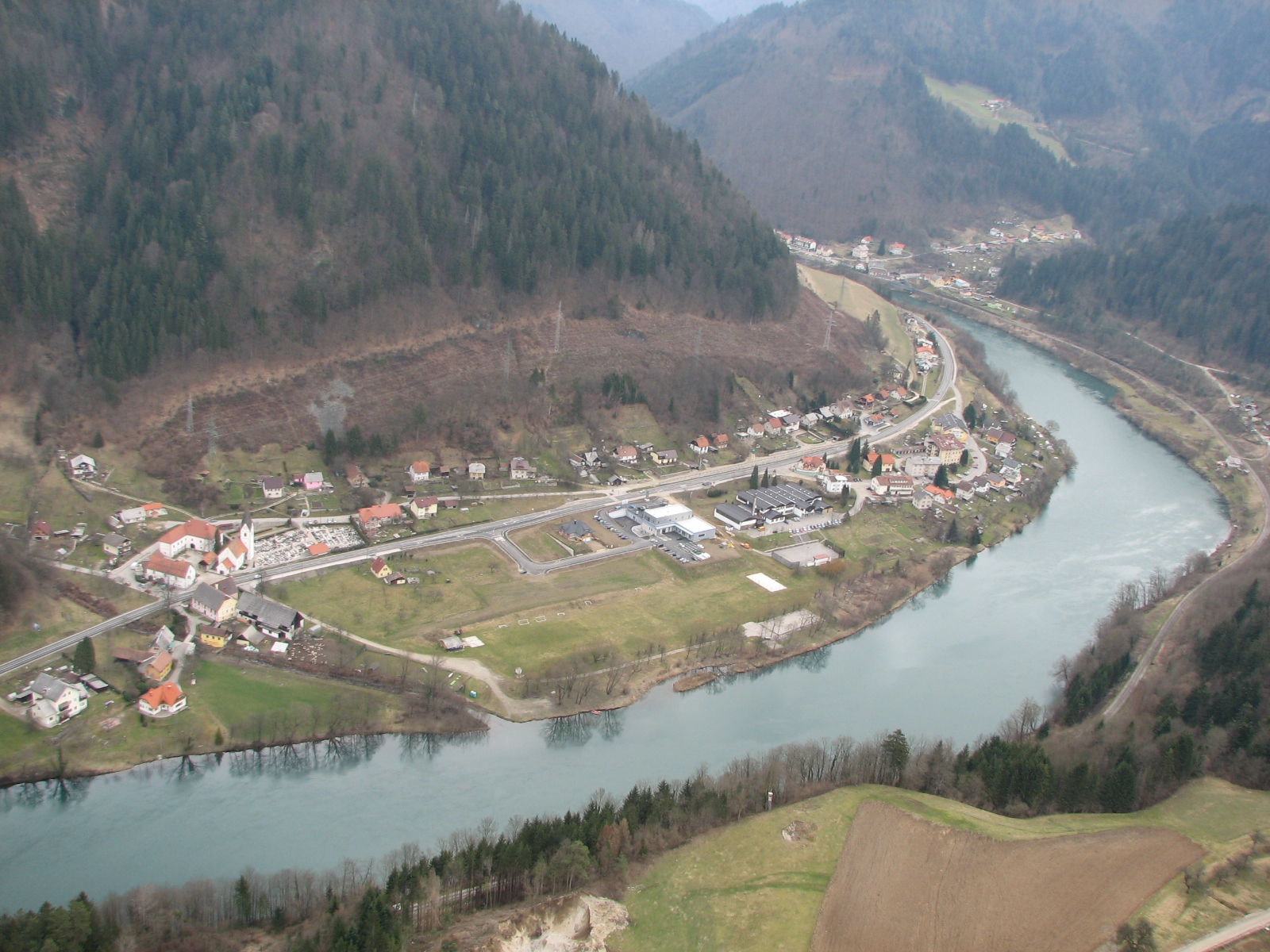
Slovinské Brezno a řeka Dráva.

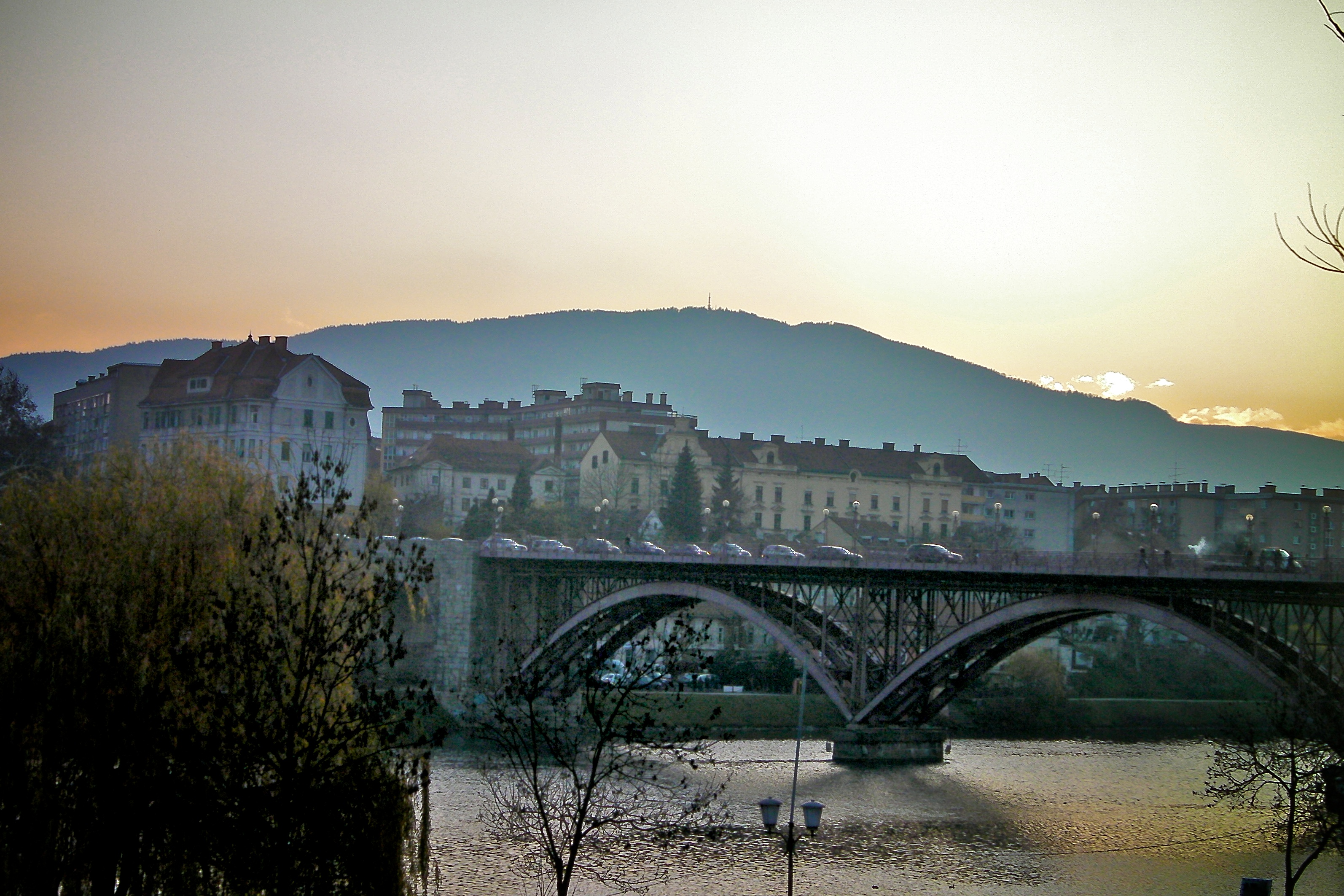
Řeka v Mariboru.

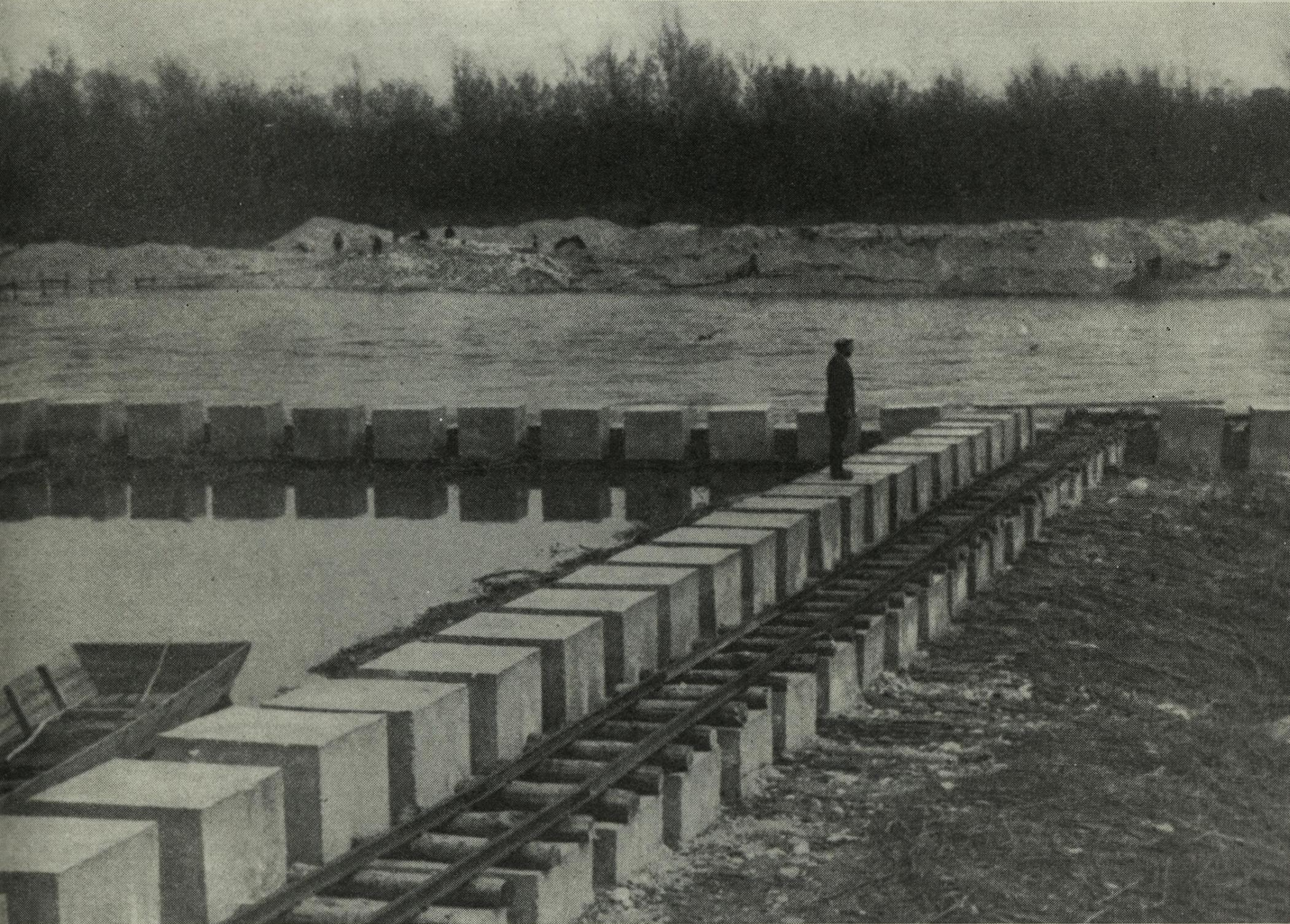
Regulace řeky, rok 1967.

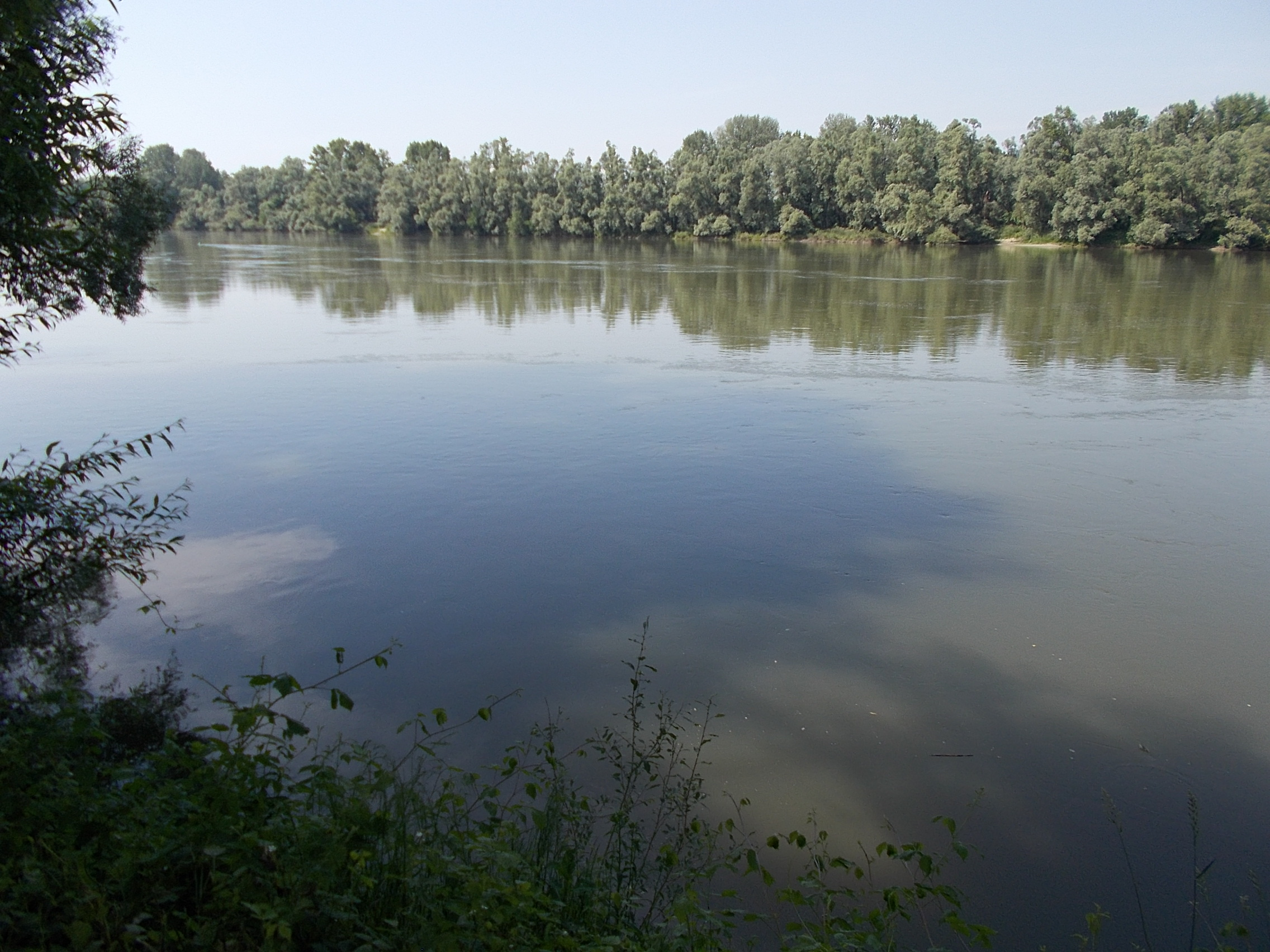
Klidná ráva u obce Donji Mihojlac.

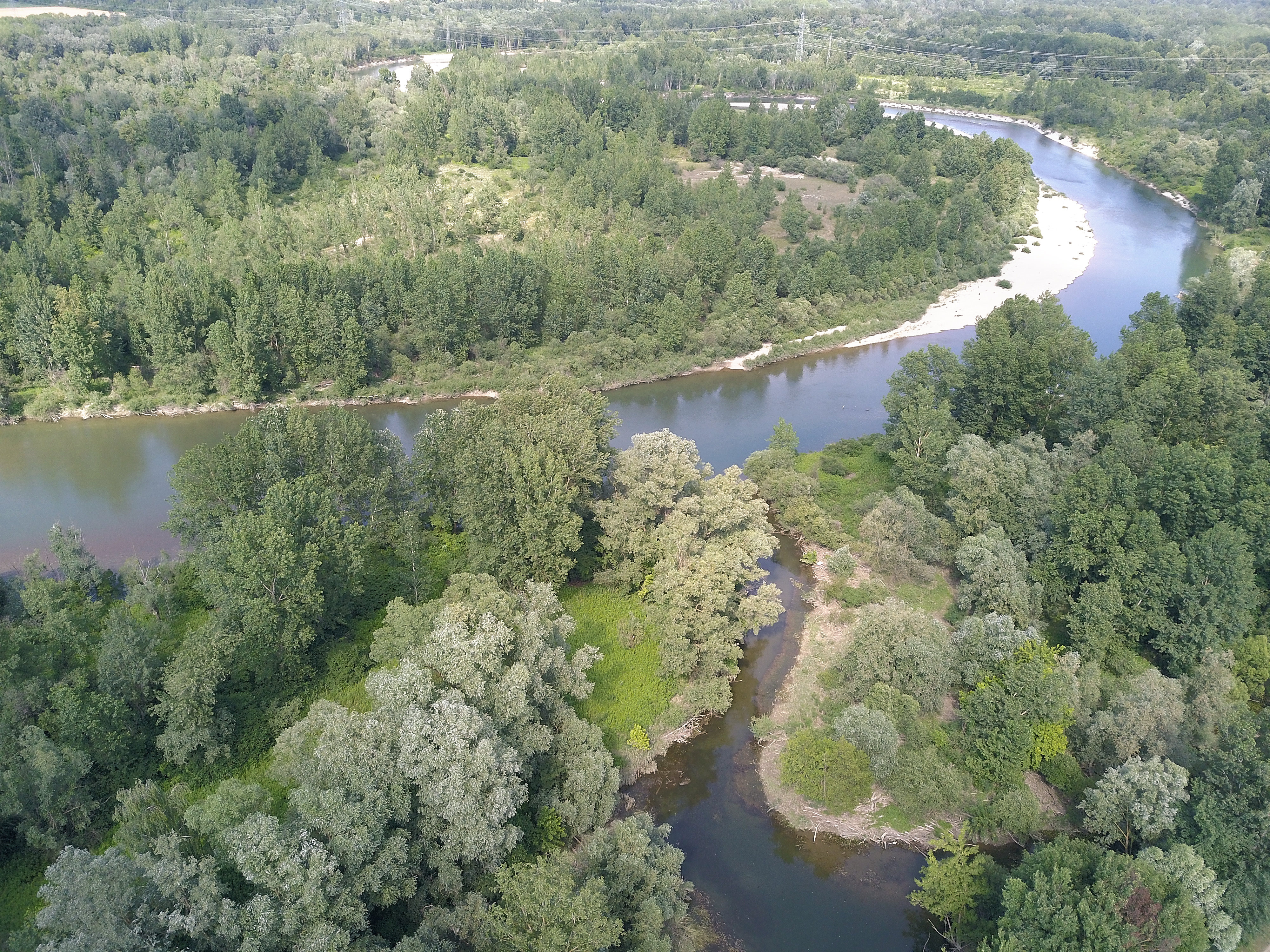
Lužní lesy okolo Drávy.

Ve starověku byla řeka známá pod latinským názvem Dravus nebo Draus. Ve starořečtině se objevuje verze Δράος nebo Δράβος. Ve středověku se potom používaly varianty jako Dravis (cca okolo roku 670), nebo Drauva (roku 799), zaznamenané je také Drauus (v roce 811), Trauum (v roce 1091) a Trah (v roce 1136). Název je předřímský a předkeltský ale nicméně se předpokládá že bude indoevropského původu od slova *dreu̯-, tedy téci. V jazycích v Indie se takové sloveso vyskytuje.

## Průběh toku
Dráva pramení v Itálii, v Karnských Alpách nedaleko vesnice Innichen/San Candido. Spolu s řekou Spöl je jediným přítokem Dunaje, který vzniká na území Itálie. Při prvních 10 kilometrech toku klesá o 430 výškových metrů. Před městem Sillian vstupuje na rakouské území.
U města Lienz přebírá horskou bystřinu Isel, která je třikrát vydatnější a delší než Dráva samotná. Také se mění směr toku řeky, a to ze severovýchodního na jihovýchodní. V širokém údolí nedaleko Lienzu je řeka regulovaná a svedená do uměle vybudovaného koryta, ve kterém vůbec nemeandruje. 
U města Oberdrauburg vchází na území Korutan. Na horním toku také protíná Klagenfurtskou kotlinu a prodírá se skrze jižní výběžky Alp, zejména pak Gailtalských, kterým tvoří jejich severní hranici. U Saschenburgu se zužuje a obchází starověké město Teurnia, poté přibírá ze severozápadu říčku Möll a vtéká do města Spittal am der Drau. Tam se do ní vlévá vodní tok s názvem Lieser. Dále po proudu se nachází město Villach, kde již je krajina otevřenější. Řeka zde má několik meandrů a nachází se zde i některá vodní díla, např. přehrada sv. Martina. Mimo to Dráva u Villachu teče nedaleko od svahů nejsevernějších Karavanek. Ještě jižněji zde stojí přehrada Feistritz-Ludmannsdorf, Ferlach-Maria Rain a vodní elektrárna Edling. V rovinaté krajině se nicméně řeka opět zařezává do kaňonovitého údolí až po Lavamünd, kde opouští Rakousko.
Na území Slovinska vstupuje u vesnice Gorče nedaleko města Dravograd, kterým také protéká. Údolí je zde poměrně široké, ale jeho délka činí jen několik málo kilometrů, neboť u obce Radilje ob Dravi se opět zužuje. Až před Mariborem, druhým největším městem Slovinska, se opět vrací do majestátní podoby. Řeku zde zadržuje přehrada Mariborski otok (Mariborský ostrov), která byla zbudována těsně nad městem po proudu Drávy.
Pod Mariborem vstupuje do Karpatské kotliny a teče jako nížinná řeka, která vytváří rozsáhlé lužní lesy. Ještě protéká také městem Ptuj. Vzhledem k tomu, že na řece byly v minulosti budovány různé vodní elektrárny, tak je z Drávy vyvedeno několik kanálů a její přirozené koryto rozděleno na dvě. Řeka se zde již používá k plavbě lodí. Za vodní elektrárnou Markovci se sypanou hrází přibírá Dráva řeku Dravinji, která ač menší, nese název obdobného původu, jako Dráva samotná. U města Ormož opouští Dráva území Slovinska. 20 km tvoří hranici mezi Slovinskem a Chorvatskem.
Na chorvatské straně pokračuje kaskáda vodních elektráren. Z Ormožského jezera se opět dělí na dvě ramena (původní koryto řeky Drávy na severní straně a plavební kanál na straně jižní), pokračuje do jezera varaždínského a odtud dále stejným způsobem do Dubravského jezera. Teprve za vesnicí Legrad, kde příbírá řeku Muru, je ve své původní podobě. Zde začíná do značné míry tvořit hranici mezi Chorvatskem a Maďarskem. Na chorvatském území nicméně i sama představuje jistou mez kulturní, neboť severně od Drávy se nachází region Mezimuří, který byl do roku 1918 součástí Uher.
Ve své poslední části toku řeka nebyla regulována a tak zde zůstaly zcela zachovány původní lužní lesy s bažinami, slepými rameny a písečnými plážemi. Okolí řeky je zde předmětem ochrany; nachází se tu regionální park Mura–Dráva. Z maďarské strany také existuje sypaná hráz, která chrání tamější vesnice před případnými povodněmi, zatímco ze strany jižní, chorvatské, nic takového zbudováno nebylo až po Osijek. Tok řeky uvedeným slavonským městem prochází regulovaným říčním korytem. Za Osijekem, přesněji vesnicí Nemetin, začíná soutok Drávy a Dunaje, který má podobu nepřístupného podmáčeného a rozsáhlého lužního lesa. Je součástí uvedené přírodní rezervace. V létě se zde vyskytuje velké množství komárů. Ústí Drávy do Dunaje se nachází u vesnice Aljmaš při hranici se Srbskem, které začíná na druhé straně evropského veletoku.

## Historie
Již Římané stavěli města na břehu řeky Drávy.
V dobách existence říše Karla Velikého byla řeka považována za hranici mezi dvěma biskupstvími.
Povodně zde byly zaznamenány v letech 1582, 1588, 1611 i později, např. v roce 1770 byla velká voda poměrně ničivá, když do vesnice Drnje bylo možné pouze doplout lodí a voda zničila veškerou úrodu.
V závěru 18. století byly na Drávě budovány první kanály. Jeden takový vznikal v této době u města Varaždína. Důvodem byly povodně, které způsobovalo tání sněhu na jaře v Alpách a pak ještě na podzim, kdy silné deště zvedaly hladinu řeky na celém jejím toku. Vznikaly také náspy a klíčovou úlohu v boji proti povodním plnily i močály, které byly schopné přijímat další vodu. V téže době také existovala na řece řada mlýnů; vysoký průtok umožňoval poměrně snadný přístup k téměř neomezenému zdroji energie. Na území dnešní chorvatské a maďarské části toku existovaly vyšší desítky mlýnů.
Řeka představovala historicky významnou hranici mezi Chorvatskem a Uherskem, a to i v rámci Zalitavska. Změna toku řeky se však nepromítla do průběhu hranice, díky čemuž je Chorvatsko-maďarská hranice mnohdy vedena dnes zaniklými rameny a ne středem vodního toku. Na území Chorvatska tvoří zmíněnou hranici historickou mezi centrálním Chorvatskem, resp. chorvatským Záhořím a Mezimuřím.
Po první světové válce byla diskutována podoba hranice mezi Království SHS a Maďarskem na řece Drávě, a to s ohledem na skutečnost, že existovalo několik vesnic s čistě chorvatským obyvatelstvem, které existovaly na druhé straně řeky. Hranice byla nakonec potvrzena v trianonské dohodě z roku 1920.
V roce 1929 vycházely v Osijeku noviny s názvem Die Drau pro místní německojazyčné obyvatelstvo. Podle řeky nesla název také Drávská bánovina, správní jednotka nejsevernější části Království Jugoslávie, která zahrnovala území přibližně současného Slovinska.
Na konci 20. a začátku 21. století byla řeka jižně od Villachu v jisté části mírně deregulována, nicméně takové úsilí je značně omezené vzhledem k velkému počtu vodních elektráren, které se zde nacházejí. Během chorvatské války za nezávislost vedla částí řeky fronta, což znamenalo, že se zde nacházely protipěchotní miny.

## Vodní režim
Nejvyšších vodních stavů dosahuje na jaře a během letních a podzimních povodní, které nezřídka nabývají velkých rozměrů. V zimě je vodní stav malý. Průměrný roční průtok vody činí v ústí 610 m³/s a maximální 2500 m³/s.
Průměrný průtok řeky Drávy Mariborem činí 300 m³/s, zatímco při ústí teče v průměru 653 m³ vody za sekundu. Roku 1965 byl při rekordní povodni na území současného Slovinska naměřen průtok 2600 m³/s. Dne 4. listopadu 2012 při vydatných strážkách na rakousko-slovinském pomezí bylo dosaženo průtoku 2900 m³/s na slovinské a poté ještě 3100 m³/s na chorvatské straně. Nejvyšší hladina vody byla historicky naměřena v letech 1972 v Őrtilosi v Maďarsku, 618 cm v Barcsi, 634 cm v Szentborbási a 595 cm v Drávaszabolcsi. Velké povodně ještě zasáhly povodí Drávy v letech 1993 a v srpnu 2023.

## Využití

### Energetika
Na řece byla vybudována kaskáda vodních elektráren a nádrží, a to v Rakousku, ve Slovinsku i v Chorvatsku. Budovány byly postupně od 30. let 20. století. 11 z nich je v Rakousku, 8 ve Slovinsku a 3 v Chorvatsku. Mezi Varaždínem a Dolní Dubrovou jsou dvě velká jezera obklopená sypanou hrází. Potenciál řeky je využit téměř ze sta procent.

### Lodní doprava
Řeka protéká městy Lienz, Spittal, Villach, Maribor, Ptuj, Ormož, Varaždin, Barcs, Osijek. Splavná je od různých míst podle různých zdrojů, podle některých od vsi Čađavica dále, podle jiných od maďarského Barcse na východ, nicméně na vodních nádržích a některých částech řeky na území Slovinska i Rakouska je provozována lodní doprava rovněž.

### Cyklistika
V délce 510 km je podél řeky vedena drávská cyklostezka, která začíná v Toblachu a vede až do Varaždína. Některé části pokračují ještě na východ, které by se měly propojit do jedné stezky, vedeny jsou např. na maďarském břehu řeky na protipovodňových náspech.

### Zavlažování a zemědělství
Řeka Dráva představuje důležitou tepnu co se týče zemědělství pro celé Korutany. Její široké údolí a okolo stojící vesnice jsou závislé na vodě z řeky. Vzhledem k tomu, že zde nestojí téměř žádný průmysl, který by řeku a její vodu využíval, je míra znečištění poměrně nízká.

### Rybolov
Na horním toku řeky Drávy se vyskytuje pstruh obecný potoční a také pstruh duhový. V středním toku, především v oblasti údolí Rosental žijí běžné středoevropské ryby, jako štika, kapr a další. Větší ryby se vyskytují blíže ke slovinské hranici a na slovinské a chorvatské části řeky. Jen na chorvatské části řeky žije 70 druhů ryb.

## Přítoky
Hlavní přítoky Drávy jsou:
- zleva: Isel, Möll, Lieser, Gurk, Lavant, Mura (vůbec největší přítok)
- zprava: Gail, Vellach, Mieß, Dravinja, Karašica.

## Turistika a sport
Na řece Drávě se pořádá:
- Kajakářský maraton Varaždinski kajak-kanu, každoročně od roku 2005 na úseku Svibovec–Varaždín.
- Kajakářská regata Osijek–Aljmaš, která se koná v uvedeném úseku každoročně od roku 2001.
- Kajakářský závod Květnové turné měst (chorvatsky Majski turnir gradova, pořádané od roku 1972 v Belišći.